# Metro van Napels

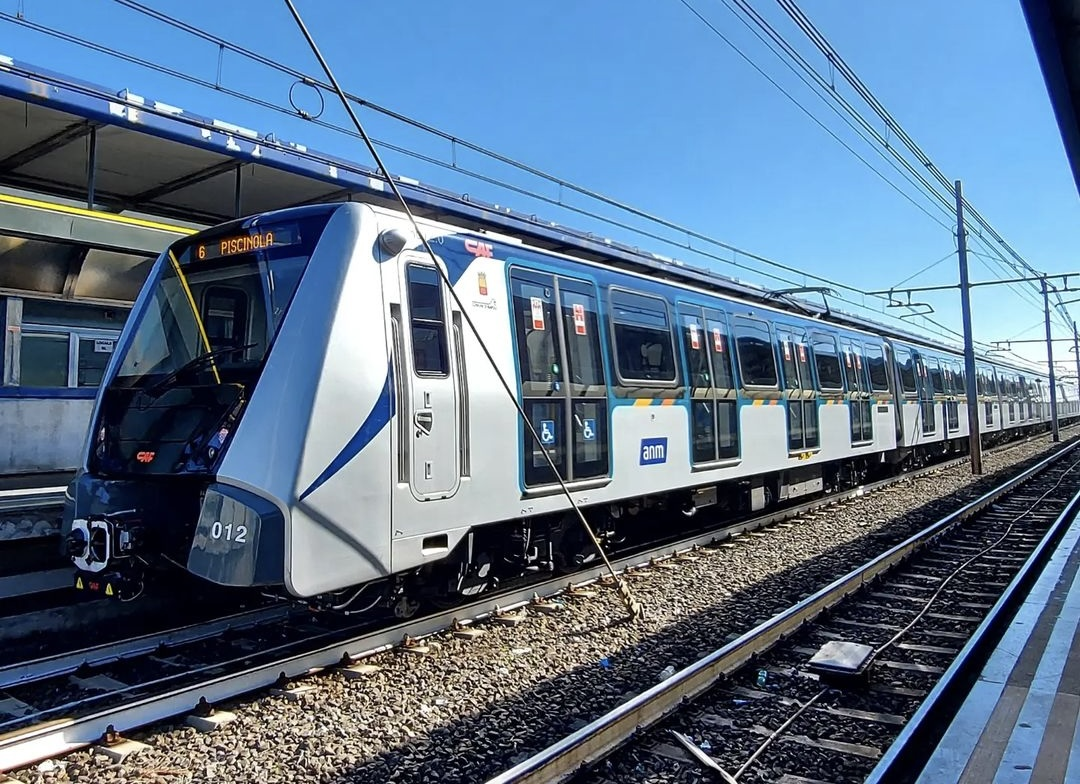
Materieel van lijn 1

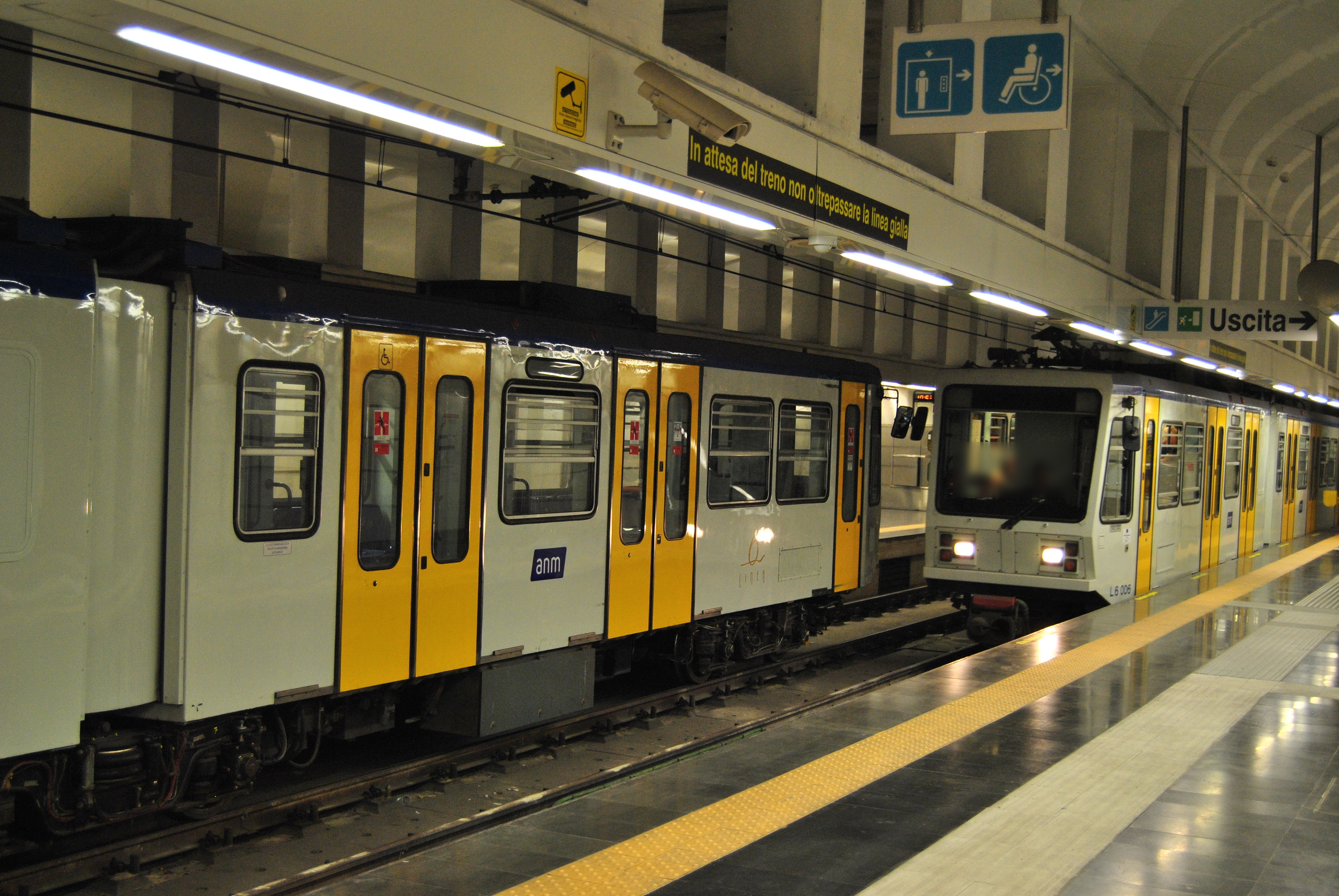
Een licht metrostel (lijn 6)

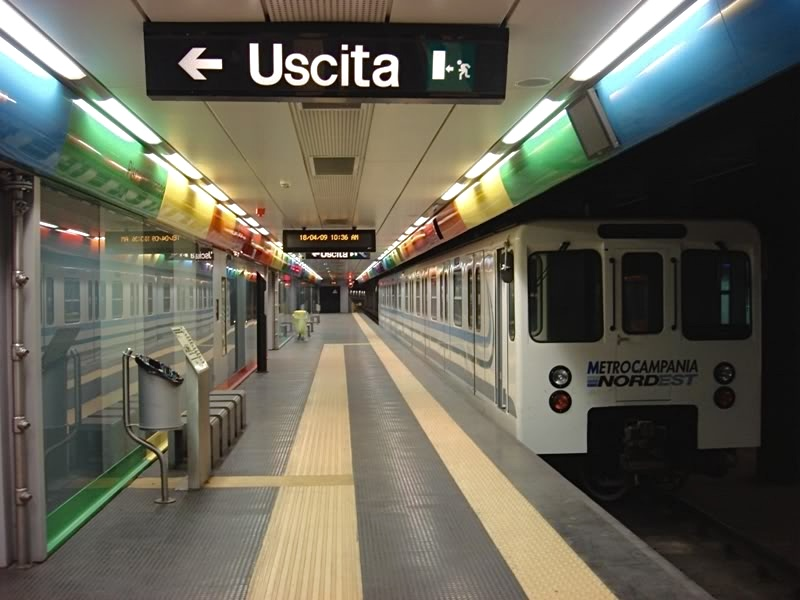
Klaar voor vertrek: een metrotrein op station Piscolina

De metro van Napels, (Italiaans: Metropolitana di Napoli) is een openbaar vervoernetwerk in Napels, de grootste stad van zuidelijk Italië. Het systeem bestaat uit drie ondergrondse metrolijnen, aangevuld met enige voorstadslijnen. Deze laatste worden de laatste jaren ingrijpend verbouwd (of zijn dit reeds), zodat deze lijnen een hogere capaciteit krijgen. Ook de vier bestaande funiculaires in het centrum, die benedenstad en heuvels verbinden, bieden aansluiting op de metro. De stad heeft een bevolking van 1 miljoen inwoners, de metropool Napels telt circa 4,4 miljoen inwoners.
Het metrosysteem wordt gecoördineerd door de Agenzia Campana per la Mobilità Sostenibile (vervoerbedrijf van de regionale overheid Campania). De exploitatie zelf is in handen van ANM (vervoerbedrijf van Napels), Trenitalia en drie verschillende lokale spoorwegmaatschappijen. Eerstgenoemde voert de diensten van de metro uit, Trenitalia beheert één treindienst. De lokale maatschappijen exploiteren de overige voorstadslijnen. Ondanks deze diversiteit is een uniform tariefsysteem ingevoerd voor het systeem.

## Geschiedenis
In 1993 opende Napels' eerste werkelijke metrolijn. Op lijn 1 werd Vanvitelli ↔ Colli Aminei in gebruik genomen. Twee jaar later werd de lijn in noordelijke richting verlengd tot aan Piscinola en de maffiawijk Scampia. In het nieuwe millennium volgde de opening van nog enkele haltes aan de zuidkant van de lijn.
Deze eerste metrolijn was echter slecht verbonden met de bestaande spoorlijnen in de stedelijke regio, die voor vervoer richting de voorwijken zorgden. Napels vormt het centrum van een spoornetwerk, vanuit de stad leiden twee lijnen richting westen (Ferrovia Cumana en Ferrovia Circumflegrea) en een serie richting het oosten, Ferrovia Circumvesuviana. Het overstappen tussen metro en voorstadslijnen was matig geregeld, parkeren bij de stations problematisch en een uniform tariefsysteem afwezig. In 1997 kwam de gemeente Napoli met een plan voor het vervoer in de stad, het Piano Comunale dei Trasporti di Napoli. Sindsdien kent het systeem een opmerkelijke uitbouw en renovatie. De infrastructuur is uitgebreid en sterk verbeterd, de tariefstructuur werd uniform en de P+R-voorzieningen namen toe. Het plan is anno 2011 voor een groot deel gereedgekomen.

## Netwerk
In tabelvorm: het stedelijk vervoer per spoor in en rond Napels. 
| Lijnnaam | Systeem      | Vervoerbedrijf | Opening | Lengte  | Aantal stations |
| -------- | ------------ | -------------- | ------- | ------- | --------------- |
| Lijn 1   | Metro        | ANM            | 1993    | 20,7 km | 20              |
| Lijn 6   | Lichte metro | ANM            | 2007    | 5,5 km  | 4               |
| Lijn 11  | Metro        | EAV            | 2005    | 10,2 km | 5               |
| Totaal   | -            | -              | -       | 36,4 km | 31*             |

*: overstapstations worden slechts enkel geteld

### Lijn 1
Lijn 1 is een diep gelegen metrolijn, heeft een lengte van 13,5 km heeft en kent 14 stations. Het spoor heeft een spoorwijdte van 1435 mm en sinds 2002 wordt er gereden met een frequentie van tien treinen per uur, per richting. Enkele stations van lijn 1 zijn door gerenommeerde kunstenaars (Gae Aulenti, Alessandro Mendini en Katharina Sieverding) ingericht als tentoonstellingsruimte. De ondergrondse ruimten vormen langgerekte, vrij toegankelijke musea, ingericht met moderne kunst.
Het verloop van de gele lijn is eigenaardig; vanuit het centrum berijdt de spoorlijn een cirkel en kruist zichzelf alvorens naar het noorden te lopen. Voor deze omweg is gekozen omdat het hoogteverschil van de route te groot is voor een rechtstreeks tracé.
Bij metrohalte Municipio zal lijn 1 in de toekomst aansluiting bieden op lijn 6, die hiervoor richting het oosten verlengd zal worden.  
Het verbinden van de huidige twee eindstations Piscinola-Scampia en Centro Direzionale, zal naar verwachting in 2024 plaatsvinden met de opening van de metrohalte bij het vliegveld Capodichino. Hiermee wordt Lijn 1 een ringlijn. De planning van de overige nieuw op te leveren tussenliggende metrohaltes is: Miano (2021), Regina Margherita (2023), Secondigliano (2023) en Di Vittorio (2023) ten oosten van Piscinola en Centro Direzionale (2022), Tribunale (2022) en Poggioreale (2022) ten oosten van Garibaldi.  

### Lijn 2
Lijn 2 doorkruist de stad Napels in oost-westelijke richting van Pozzuoli Solfatara naar Gianturco. Een verlenging van de lijn tot San Giovanni a Teduccio in het oosten van de stad is voorzien. Deze lijn is ouder dan de metro zelf, al in 1911 werd begonnen met het graven van de tunnel, die dienst zou gaan doen op de spoorlijn Rome - Salerno. Vertraagd door de Eerste Wereldoorlog kwam het werk pas in 1925 gereed. De metrostellen delen het spoor met regionale en nationale treinen van Trenitalia. De lengte van de blauwe lijn bedraagt 16 km, de spoorwijdte is 1435 mm en het aantal stations 11. Eens per zes minuten vertrekt een trein in beide richtingen. In 2002 werd de tunnel tussen Museo en Piazza Cavour geopend, zodat lijn 1 en 2 verbonden werden.

### Lijn 3 en 4
De lijnen 3 en 4 vormen op de kaart een ring, die ten oosten van Piazza Garibaldi ligt. Lijn 3 is een omgebouwde voorstadslijn, lijn 4 dient nog omgebouwd te worden. De treinen van lijn 3 rijden vanuit Porta Nolana via station Garibaldi het noordelijke deel van de ring. Hierbij gebruiken de treinen deels bestaand spoor (van de Ferrovia Circumvesuviana), deels recent aangelegd spoor. Over een lengte van 12,3 km zijn er elf stations, waarvan het merendeel nieuwbouw. Lijn 4 zal het zuidelijke deel van de oostring worden, er rijden hier nu nog slechts regionale en nationale treinen. In de toekomst dient dit deel van de Circumvesuviana meer sporen te krijgen, zodat diensten met veel stops uitgevoerd kunnen worden zonder problemen met ander verkeer.

### Lijn 5
In het systeem is de naam lijn 5 gegeven aan een voorstadslijn die in westelijke richting verloopt vanaf station Montesanto. De treinen gebruiken het reeds bestaande spoor van de Ferrovia Circumflegrea, dat in de laatste jaren al deels dubbelsporig is uitgebouwd. De stations Traiano en La Trencia openden recent in de wijk Pianura. Een uitbreiding in oostelijke richting, inclusief overstap op lijn 1 is voorzien. In 2011 reden er nog geen aparte diensten van Montesanto naar Pianura, alle treinen hebben een verder gelegen regionale bestemming (Licola of Torregaveta). De normaalsporige lijn wordt door het bedrijf SEPSA geëxploiteerd.

### Lijn 6
Van februari 2007 tot juli 2024 werd lijn 6 gevormd door een korte ondergrondse lijn, bereden door lichte metrovoertuigen. Oorspronkelijk was gepland dat de lijn dienst zou doen tijdens het WK voetbal 1990, in Italië, dit bleek niet haalbaar. De lijn verbindt Mostra (overstap mogelijk naar de Ferrovia Cumana) met Mergellina, dat verbinding geeft met lijn 2. Tussen de eindhaltes liggen slechts twee andere stations. Er wordt sinds 2007 gebouwd aan een verlenging van de lijn in oostelijke richting, naar het Piazza del Municipio. In verband daarmee werd de lijn weer tijdelijk gesloten van 2020 tot 2024. Op 17 juli 2024 werd de lijn heropend, met de verlenging tot het Piazza del Municipio. Vanaf 2026 zullen langere (39 m) voertuigen ingezet worden, in eerste instantie los maar geleidelijk aan ook in dubbeltractie.

### Lijn 7
Lijn 7 was in 2011 in aanbouw. Dit zal een lusvormige lijn worden vanuit Montesanto richting het westen. Deels wordt momenteel ondergronds spoor aangelegd voor deze lijn, voor een deel ook zal bestaand spoor gebruikt worden (de Cumana en Circumflegrea).

### Lijn 8, 9 en 10
De planning van de metro kent ook een lijn 8, een kleine toevoeging aan het net in het westen van de stad die de wijk Bagnoli betere aansluiting zal bieden. De korte lijn 9 is nog in de ontwerpfase. Gepland is een tracé van Colli Aminei naar station Museo, beide haltes van lijn 1. Tot slot bestaat op de tekentafel nog een tiende lijn, die vervoer zal bieden naar de luchthaven van Napels en het nieuwe hst-station.

### Linea arcobaleno (regenbooglijn)
De arcobalenolijn is een regionale metrolijn, die vanuit Piscolina, het huidige eindpunt van lijn 1, richting het noorden voert en als eindbestemming station Averso Centro heeft. Dit is eveneens een halte op de spoorlijn van Napels naar Foggia. Het bedrijf dat de uitvoering verzorgt is MCNE, een vervoerbedrijf uit Noord-Campanië dat ook eigenaar was van de in onbruik geraakte spoorlijn waar Napels en Averso aan gelegen waren. De dienstregeling kent een kwartierdienst, er werd gereden met opgeknapte MA 100 metrostellen, die eerder in Rome dienstdeden. Hoewel deze lijn op volwaardige metrostandaard is uitgevoerd werd hij niet in (de nummering van) het masterplan opgenomen en heeft zodoende een afwijkende soort naam.